# Pinard (cépage)
Pour les articles homonymes, voir Pinard.
Le Pinard est un cépage de raisins noirs.

## Origine et répartition géographique
Le Pinard est une obtention de Eugène Kuhlmann vers 1911 en croisant (Vitis riparia × Vitis rupestris) × Goldriesling dans les installations de l'Institut Viticole Oberlin à Colmar en Alsace et commercialisé à partir de 1921.
Le cépage est un hybride issu de Vitis vinifera, Vitis riparia et Vitis rupestris.
Du même croisement sont issus les cépages Lucie Kuhlmann, Léon Millot, Maréchal Foch, Maréchal Joffre, Etoile I, Etoile II et Triomphe d'Alsace.

## Aptitudes culturales
La maturité est de première époque précoce: 5 - 6 jours avant le chasselas.

## Potentiel technologique
Les grappes sont petites et les baies sont de taille très petite. La grappe est cylindrique, ailée et lâche. Le cépage est peu vigoureux.
Le vin, rouge, a un goût légèrement framboisé.

## Synonymes
Le Pinard est connu sous le nom 191-1 Kuhlmann